# Dichagyris fredi
Dichagyris fredi là một loài bướm đêm trong họ Noctuidae.